# Piotr Hofmański
Piotr Józef Hofmański (Poznań, 6 marzo 1956) è un giudice polacco.

## Biografia
Giudice della Corte penale internazionale dal 2015, è stato eletto dall'Assemblea degli Stati Parte nel Gruppo degli Stati Europei Orientali, Lista A, il 10 marzo 2015.